# Division 1B 2016-2017
La Proximus League 2016-2017 è stata la 101ª edizione della seconda serie del campionato di calcio belga, sponsorizzato dalla Proximus. La stagione è iniziata il 5 agosto 2016 e si è conclusa il 28 aprile 2017. Il Royal Antwerp ha vinto il campionato garantendosi la promozione in Jupiler Pro League.
Capocannoniere del torneo è stato Dylan De Belder (Cercle Brugge) con 21 reti.

## Stagione

### Novità
La stagione 2016-2017 è la prima disputata dopo la riforma del campionato belga che vede le squadre di seconda serie passare dalle 17 della stagione precedente a 8. Inoltre, a partire da questa stagione, la federcalcio belga ha introdotto i play-off per determinare la squadra promossa in Pro League e i play-out per la squadra da retrocedere in Division 1 amatori. Durante la stagione 2015-2016 non ci sono state squadre promosse dalla terza serie a causa della riduzione delle squadre partecipanti alla stagione 2016-2017.

### Formula
Il torneo è composto da 8 squadre che si affrontano in gare di andata e ritorno per un totale di 28 giornate. Il campionato è diviso in due fasi, una che va da agosto a novembre (chiamata Période 1 in Belgio) e un'altra che si è svolta da novembre a febbraio chiamata Période 2. Al termine di queste due fasi si sono svolti i play-off tra le prime classificate nelle due fasi (Antwerp e KSV Roeselare) il 5 marzo e l'11 marzo 2017 e, successivamente, dal 24 marzo al 28 aprile 2017 si sono svolti i play-out tra le ultime quattro classificate nella classifica complessiva delle due fasi.

## Squadre partecipanti
| Club                 | Città        | Stadio                      | Capienza | Posizione 2015-2016       |
| -------------------- | ------------ | --------------------------- | -------- | ------------------------- |
| Anversa              | Anversa      | Bosuilstadion               | 16 144   | 3º posto in Tweede klasse |
| Cercle Bruges        | Bruges       | Stadio Jan Breydel          | 29 042   | 5º posto in Tweede klasse |
| OH Lovanio           | Lovanio      | Den Dreef                   | 10 020   | 16º posto in Pro League   |
| Lierse               | Lier         | Herman Vanderpoortenstadion | 13 539   | 7º posto in Tweede klasse |
| Lommel Utd           | Lommel       | Soeverein Stadion           | 8 000    | 8º posto in Tweede klasse |
| Roeselare            | Roeselare    | Schiervelde Stadion         | 9 490    | 9º posto in Tweede klasse |
| Tubize-Braine        | Tubize       | Stade Edmond Leburton       | 8 100    | 4º posto in Tweede klasse |
| Union Saint-Gilloise | Saint-Gilles | Stadio Joseph Marien        | 8 000    | 6º posto in Tweede klasse |

## Allenatori e primatisti
| Squadra            | Allenatore | Giocatore più presente (tra parentesi il numero delle presenze)  | Capocannoniere (tra parentesi il numero dei gol segnati) |
| ------------------ | --- | ---------------------------------------------------------------- | -------------------------------------------------------- |
| Anversa            | Frédéric Vanderbiest (1ª-10ª) Wim De Decker (11ª, 16-28ª e play-off) David Gevaert (12ª-14ª) Sadio Demba (13ª) | Tuur Dierckx, Johanna Omolo, Joeri Dequevy, Frédéric Duplus (25) | William Owusu Acheampong (16)                            |
| Cercle Brugge      | Vincent Euvrard (1ª-13ª) José Riga (16ª-28ª e play-out)                                                        | Ivan Yagan (34)                                                  | Ivan Yagan (13)                                          |
| OH Lovanio         | Emilio Ferrera (1ª-22ª) Dennis van Wijk (23ª-28ª e play-out)                                                   | Serge Tabekou (32)                                               | Esteban Casagolda Johan Kostovski (8)                    |
| Lierse             | Eric Van Meir                                                                                                  | Mike Vanhamel Thomas Wils Dylan De Belder Benson Manuel (28)     | Dylan De Belder (21)                                     |
| Lommel United      | Karel Fraeye (1ª-10ª) Tom Vandervee (11ª-12ª) Walter Meeuws (13ª-16ª) Tom Van Imschoot (17ª-28ª e play-out)    | Jesse Bertrams (34)                                              | Christophe Bertjens (12)                                 |
| Roeselare          | Franky Van Der Elst                                                                                            | Raphaël Lecomte (29)                                             | Ibou Samy Kehli (6)                                      |
| Tubize             | Thierry Goudet (1ª-2ª) William Salvadori (3ª) Régis Brouard (4ª-28ª e play-out)                                | Yohan Betsch (31)                                                | Mamadou Diallo (9)                                       |
| Union St. Gilloise | Marc Grosjean                                                                                                  | Charles Morren (28)                                              | Nicolas Rajsel (10)                                      |

## Classifiche

### Classifica primo periodo
|  | Pos. | Squadra              | Pt | G  | V | P | S | GF | GS | DR  |
|  | ---- | -------------------- | -- | -- | - | - | - | -- | -- | --- |
|  | 1.   | Roeselare            | 30 | 14 | 9 | 3 | 2 | 24 | 15 | +9  |
|  | 2.   | Lierse               | 28 | 14 | 8 | 4 | 2 | 26 | 14 | +12 |
|  | 3.   | Anversa              | 20 | 14 | 5 | 5 | 4 | 19 | 15 | +4  |
|  | 4.   | Union Saint-Gilloise | 18 | 14 | 5 | 3 | 6 | 22 | 22 | 0   |
|  | 5.   | Tubize-Braine        | 17 | 14 | 5 | 2 | 7 | 23 | 29 | -6  |
|  | 6.   | OH Lovanio           | 15 | 14 | 3 | 5 | 5 | 18 | 21 | -3  |
|  | 7.   | Lommel Utd           | 13 | 14 | 3 | 4 | 7 | 20 | 27 | -7  |
|  | 8.   | Cercle Bruges        | 12 | 14 | 3 | 3 | 8 | 18 | 27 | -9  |

### Classifica secondo periodo
|  | Pos. | Squadra              | Pt | G  | V | P | S | GF | GS | DR  |
|  | ---- | -------------------- | -- | -- | - | - | - | -- | -- | --- |
|  | 1.   | Anversa              | 29 | 14 | 8 | 5 | 1 | 21 | 11 | +10 |
|  | 2.   | Lierse               | 27 | 14 | 7 | 6 | 1 | 25 | 11 | +14 |
|  | 3.   | Cercle Bruges        | 21 | 14 | 6 | 3 | 5 | 14 | 13 | +1  |
|  | 4.   | Roeselare            | 20 | 14 | 5 | 5 | 4 | 18 | 17 | +1  |
|  | 5.   | Tubize-Braine        | 17 | 14 | 5 | 2 | 7 | 19 | 24 | -5  |
|  | 6.   | Union Saint-Gilloise | 17 | 14 | 4 | 5 | 5 | 11 | 12 | -1  |
|  | 7.   | OH Lovanio           | 15 | 14 | 4 | 3 | 7 | 15 | 21 | -6  |
|  | 8.   | Lommel Utd           | 5  | 14 | 0 | 5 | 9 | 11 | 25 | -14 |

### Classifica finale
|  | Pos. | Squadra              | Pt | G  | V  | P  | S  | GF | GS | DR  |
|  | ---- | -------------------- | -- | -- | -- | -- | -- | -- | -- | --- |
|  | 1.   | Lierse               | 55 | 28 | 15 | 10 | 3  | 51 | 25 | +26 |
|  | 2.   | Roeselare            | 50 | 28 | 14 | 8  | 6  | 42 | 32 | +10 |
|  | 3.   | Anversa              | 49 | 28 | 13 | 10 | 5  | 40 | 26 | +14 |
|  | 4.   | Union Saint-Gilloise | 35 | 28 | 9  | 8  | 11 | 33 | 34 | -1  |
|  | 5.   | Tubize-Braine        | 34 | 28 | 10 | 4  | 14 | 42 | 53 | -11 |
|  | 6.   | Cercle Bruges        | 33 | 28 | 9  | 6  | 13 | 32 | 40 | -8  |
|  | 7.   | OH Lovanio           | 30 | 28 | 7  | 9  | 12 | 33 | 42 | -9  |
|  | 8.   | Lommel Utd           | 18 | 28 | 3  | 9  | 16 | 31 | 52 | -19 |

Legenda:
      Qualificata ai Playoff .
 Qualificata ai play-off o ai play-out.
      Qualificata ai play-out.
      Qualificata ai play-off per l'accesso all'Europa League.
Regolamento:
Tre punti a vittoria, uno a pareggio, zero a sconfitta.
In caso di vittoria di entrambe le fasi da parte di una sola squadra questa è automaticamente promossa in Jupiler Pro League.
Le prime quattro squadre hanno diritto ad accedere ai play-off per l'ingresso in Europa League in due gruppi con le squadre della massima serie.
La squadra promossa in Jupiler Pro League non ha diritto a partecipare ai play-off per l'accesso all'Europa League.
Note:
La squadra promossa in Jupiler Pro League non ha diritto a partecipare ai play-off per l'accesso all'Europa League.

## Squadra campione
| Formazione tipo (4-4-2) | Giocatori (presenze) |
| --- | --- |
| Kudimbana Duplus Colpaert Biset Vansteenkiste Omolo Corryn Dequevy Lallemand Owusu Dierckx | Nicaise Kudimbana (14) |
| Kudimbana Duplus Colpaert Biset Vansteenkiste Omolo Corryn Dequevy Lallemand Owusu Dierckx | Frédéric Duplus (25) |
| Kudimbana Duplus Colpaert Biset Vansteenkiste Omolo Corryn Dequevy Lallemand Owusu Dierckx | Steve Colpaert (19) |
| Kudimbana Duplus Colpaert Biset Vansteenkiste Omolo Corryn Dequevy Lallemand Owusu Dierckx | Maxime Biset (18) |
| Kudimbana Duplus Colpaert Biset Vansteenkiste Omolo Corryn Dequevy Lallemand Owusu Dierckx | Jannes Vansteenkiste (15) |
| Kudimbana Duplus Colpaert Biset Vansteenkiste Omolo Corryn Dequevy Lallemand Owusu Dierckx | Johanna Omolo (25) |
| Kudimbana Duplus Colpaert Biset Vansteenkiste Omolo Corryn Dequevy Lallemand Owusu Dierckx | Alexander Corryn (20) |
| Kudimbana Duplus Colpaert Biset Vansteenkiste Omolo Corryn Dequevy Lallemand Owusu Dierckx | Joeri Dequevy (25) |
| Kudimbana Duplus Colpaert Biset Vansteenkiste Omolo Corryn Dequevy Lallemand Owusu Dierckx | Tuur Dierckx (25) |
| Kudimbana Duplus Colpaert Biset Vansteenkiste Omolo Corryn Dequevy Lallemand Owusu Dierckx | Michael Lallemand (21) |
| Kudimbana Duplus Colpaert Biset Vansteenkiste Omolo Corryn Dequevy Lallemand Owusu Dierckx | William Owusu Acheampong (19)                                                                                                 |
| Kudimbana Duplus Colpaert Biset Vansteenkiste Omolo Corryn Dequevy Lallemand Owusu Dierckx | Allenatori: Frédéric Vanderbiest (1ª-10ª), Wim De Decker (11ª, 16-28ª e play-off), David Gevaert (12ª-14ª), Sadio Demba (13ª) |
| Altri giocatori: Geoffry Hairemans (23), Stallone Limbombe (20), Spehen Buyl (18), Björn Vleminckx (18), Fabien Camus (17), Isaac Koné (16), Kevin Debaty (14), Joren Dom (14), Nico Binst (11), Mamoutou N'Diaye (10), Jordan Remacle (10), Faris Haroun (9), Antonijo Jezina (4), Mickaël Malsa (3), Djaïd Kasri (2), Mathieu Cornet (1), Jordy Huysmans (0), Dimitri Daeseleire (0), Baptiste Schmisser (0), . | |

## Risultati

### Tabellone
Ogni riga indica i risultati casalinghi della squadra segnata a inizio della riga, contro le squadre segnate colonna per colonna (che invece avranno giocato l'incontro in trasferta). Al contrario, leggendo la colonna di una squadra si avranno i risultati ottenuti dalla stessa in trasferta, contro le squadre segnate in ogni riga, che invece avranno giocato l'incontro in casa.

#### Primo periodo
|                    | ANT  | CER  | LEU  | LIE  | LOM  | KSV  | TUB  | USG  |
| ------------------ | ---- | ---- | ---- | ---- | ---- | ---- | ---- | ---- |
| Anversa            | –––– | 2-1  | 2-1  | 1-2  | 0-1  | 1-0  | 2-0  | 4-0  |
| Cercle Bruges      | 1-1  | –––– | 2-4  | 0-0  | 3-1  | 0-3  | 4-1  | 2-1  |
| Leuven             | 1-1  | 2-0  | –––– | 0-1  | 2-2  | 1-1  | 0-1  | 0-3  |
| Lierse SK          | 2-0  | 2-0  | 2-2  | –––– | 0-2  | 0-2  | 5-1  | 2-1  |
| Lommel United      | 1-1  | 1-1  | 2-2  | 0-3  | –––– | 1-2  | 3-6  | 1-2  |
| KSV Roeselare      | 2-1  | 1-2  | 2-2  | 2-2  | 2-0  | –––– | 1-0  | 2-1  |
| AFC Tubize         | 2-2  | 4-1  | 0-1  | 1-3  | 0-4  | 4-1  | –––– | 2-2  |
| Union St. Gilloise | 1-1  | 3-2  | 2-0  | 2-2  | 3-1  | 1-2  | 0-1  | –––– |

#### Secondo periodo
|                    | ANT  | CER  | LEU  | LIE  | LOM  | KSV  | TUB  | USG  |
| ------------------ | ---- | ---- | ---- | ---- | ---- | ---- | ---- | ---- |
| Anversa            | –––– | 0-0  | 2-0  | 0-2  | 1-0  | 1-0  | 1-1  | 2-0  |
| Cercle Bruges      | 0-1  | –––– | 1-0  | 0-1  | 1-0  | 2-2  | 2-1  | 0-1  |
| Leuven             | 0-0  | 1-0  | –––– | 2-3  | 2-1  | 1-2  | 1-3  | 2-0  |
| Lierse SK          | 2-2  | 1-1  | 1-1  | –––– | 5-1  | 1-1  | 3-0  | 1-0  |
| Lommel United      | 2-4  | 0-1  | 2-2  | 1-1  | –––– | 1-1  | 1-2  | 0-0  |
| KSV Roeselare      | 1-2  | 3-1  | 2-1  | 2-1  | 2-1  | –––– | 1-1  | 0-1  |
| AFC Tubize         | 2-4  | 1-3  | 0-2  | 0-3  | 2-0  | 3-1  | –––– | 0-2  |
| Union St. Gilloise | 1-1  | 1-2  | 4-0  | 0-0  | 1-1  | 0-0  | 2-0  | –––– |

### Calendario

#### Primo periodo
| Roeselare     | 2-2 | Lierse               | 5 ago. | OH Lovanio    | 0-3 | Union Saint-Gilloise | 12 ago. | Anversa              | 0-1 | Lommel Utd    | 19 ago. |
| Tubize-Braine | 2-2 | Union Saint-Gilloise | 6 ago. | Anversa       | 1-0 | Roeselare            | 13 ago. | Roeselare            | 2-2 | OH Lovanio    | 20 ago. |
| Lommel Utd    | 2-2 | OH Lovanio           | 7 ago. | Lierse        | 2-0 | Cercle Bruges        | 14 ago. | Union Saint-Gilloise | 2-2 | Lierse        | 21 ago. |
| Cercle Bruges | 1-1 | Anversa              | 7 ago. | Tubize-Braine | 0-4 | Lommel Utd           | 14 ago. | Cercle Bruges        | 4-1 | Tubize-Braine | 21 ago. |

| Lierse               | 2-2 | OH Lovanio    | 2 set. | Anversa       | 1-2 | Lierse               | 9 set.  | Union Saint-Gilloise | 3-1 | Lommel Utd    | 16 set. |
| Lommel Utd           | 1-1 | Cercle Bruges | 3 set. | Cercle Bruges | 2-1 | Union Saint-Gilloise | 10 set. | Lierse               | 5-1 | Tubize-Braine | 17 set. |
| Tubize-Braine        | 4-1 | Roeselare     | 4 set. | OH Lovanio    | 0-1 | Tubize-Braine        | 11 set. | Roeselare            | 2-1 | Cercle Bruges | 18 set. |
| Union Saint-Gilloise | 1-1 | Anversa       | 4 set. | Lommel Utd    | 1-2 | Roeselare            | 11 set. | OH Lovanio           | 1-1 | Anversa       | 18 set. |

| Roeselare     | 2-1 | Union Saint-Gilloise | 24 set. | Union Saint-Gilloise | 0-1 | Tubize-Braine | 30 set. | Anversa       | 4-0 | Union Saint-Gilloise | 4 ott. |
| Cercle Bruges | 2-4 | OH Lovanio           | 25 set. | Anversa              | 2-1 | Cercle Bruges | 1 ott.  | Roeselare     | 2-0 | Lommel Utd           | 5 ott. |
| Lommel Utd    | 0-3 | Lierse               | 25 set. | Lierse               | 0-2 | Roeselare     | 2 ott.  | Tubize-Braine | 0-1 | OH Lovanio           | 5 ott. |
| Tubize-Braine | 2-2 | Anversa              | 25 set. | OH Lovanio           | 2-2 | Lommel Utd    | 2 ott.  | Cercle Bruges | 0-0 | Lierse               | 6 ott. |

| Lommel Utd           | 3-6 | Tubize-Braine | 8 ott. | Cercle Bruges | 3-1 | Lommel Utd           | 14 ott. | Tubize-Braine        | 1-3 | Lierse        | 21 ott. |
| OH Lovanio           | 1-1 | Roeselare     | 9 ott. | Lierse        | 2-1 | Union Saint-Gilloise | 15 ott. | OH Lovanio           | 2-0 | Cercle Bruges | 22 ott. |
| Union Saint-Gilloise | 3-2 | Cercle Bruges | 9 ott. | Roeselare     | 1-0 | Tubize-Braine        | 16 ott. | Lommel Utd           | 1-1 | Anversa       | 23 ott. |
| Lierse               | 2-0 | Anversa       | 9 ott. | Anversa       | 2-1 | OH Lovanio           | 16 ott. | Union Saint-Gilloise | 1-2 | Roeselare     | 24 ott. |

| 13ª giornata         | 13ª giornata | 13ª giornata  | 13ª giornata |               | 14ª giornata | 14ª giornata         | 14ª giornata | 14ª giornata |
| Locali               | R            | Ospiti        | Data         | Locali        | R            | Ospiti               | Data         |              |
| -------------------- | ------------ | ------------- | ------------ | ------------- | ------------ | -------------------- | ------------ | ------------ |
| Cercle Bruges        | 0-3          | Roeselare     | 28 ott.      | OH Lovanio    | 0-1          | Lierse               | 6 nov.       |              |
| Union Saint-Gilloise | 2-0          | OH Lovanio    | 29 ott.      | Roeselare     | 2-1          | Anversa              | 6 nov.       |              |
| Anversa              | 2-0          | Tubize-Braine | 30 ott.      | Tubize-Braine | 4-1          | Cercle Bruges        | 6 nov.       |              |
| Lierse               | 0-2          | Lommel Utd    | 30 ott.      | Lommel Utd    | 1-2          | Union Saint-Gilloise | 6 nov.       |              |

#### Secondo periodo
| Lierse     | 1-0 | Union Saint-Gilloise | 11 nov. | OH Lovanio           | 0-0 | Anversa    | 18 nov. | Roeselare  | 2-1 | Lierse               | 25 nov. |
| Lommel Utd | 2-2 | OH Lovanio           | 12 nov. | Union Saint-Gilloise | 0-0 | Roeselare  | 19 nov. | Anversa    | 2-0 | Union Saint-Gilloise | 26 nov. |
| Roeselare  | 1-1 | Tubize-Braine        | 12 nov. | Tubize-Braine        | 0-3 | Lierse     | 20 nov. | Lommel Utd | 1-2 | Tubize-Braine        | 26 nov. |
| Anversa    | 0-0 | Cercle Bruges        | 13 nov. | Cercle Bruges        | 1-0 | Lommel Utd | 20 nov. | OH Lovanio | 1-0 | Cercle Bruges        | 27 nov. |

| Lierse               | 2-2 | Anversa       | 2 dic. | Union Saint-Gilloise | 1-1 | Lommel Utd    | 9 dic.  | Lommel Utd    | 2-4 | Anversa              | 16 dic. |
| Union Saint-Gilloise | 1-2 | Cercle Bruges | 3 dic. | Cercle Bruges        | 0-1 | Lierse        | 10 dic. | Roeselare     | 3-1 | Cercle Bruges        | 17 dic. |
| Tubize-Braine        | 0-2 | OH Lovanio    | 3 dic. | OH Lovanio           | 1-2 | Roeselare     | 10 dic. | Tubize-Braine | 3-0 | Union Saint-Gilloise | 17 dic. |
| Roeselare            | 2-1 | Lommel Utd    | 4 dic. | Anversa              | 1-1 | Tubize-Braine | 11 dic. | Lierse        | 1-1 | OH Lovanio           | 18 dic. |

| Anversa              | 1-0 | Roeselare     | 6 gen. | Lommel Utd    | 1-1 | Roeselare            | 13 gen. | Tubize-Braine | 2-0 | Lommel Utd           | 20 gen. |
| Cercle Bruges        | 2-1 | Tubize-Braine | 7 gen. | OH Lovanio    | 1-3 | Tubize-Braine        | 14 gen. | Lierse        | 1-1 | Cercle Bruges        | 21 gen  |
| Union Saint-Gilloise | 4-0 | OH Lovanio    | 8 gen. | Cercle Bruges | 0-1 | Anversa              | 15 gen. | Anversa       | 2-0 | OH Lovanio           | 21 gen  |
| Lierse               | 5-1 | Lommel Utd    | 8 gen. | Roeselare     | 0-0 | Union Saint-Gilloise | 15 gen. | Roeselare     | 0-1 | Union Saint-Gilloise | 22 gen. |

| OH Lovanio    | 2-3 | Lierse               | 27 gen. | Lommel Utd           | 0-1 | Cercle Bruges | 3 feb. | Cercle Bruges | 0-1 | Union Saint-Gilloise | 10 feb. |
| Lommel Utd    | 0-0 | Union Saint-Gilloise | 28 gen. | Union Saint-Gilloise | 1-1 | Anversa       | 4 feb. | OH Lovanio    | 2-1 | Lommel Utd           | 11 feb. |
| Cercle Bruges | 2-2 | Roeselare            | 28 gen. | Lierse               | 3-0 | Tubize-Braine | 4 feb. | Anversa       | 0-2 | Lierse               | 11 feb. |
| Tubize-Braine | 2-4 | Anversa              | 29 gen. | Roeselare            | 2-1 | OH Lovanio    | 5 feb. | Tubize-Braine | 3-1 | Roeselare            | 12 feb. |

| 13ª giornata         | 13ª giornata | 13ª giornata  | 13ª giornata |               | 14ª giornata | 14ª giornata         | 14ª giornata | 14ª giornata |
| Locali               | R            | Ospiti        | Data         | Locali        | R            | Ospiti               | Data         |              |
| -------------------- | ------------ | ------------- | ------------ | ------------- | ------------ | -------------------- | ------------ | ------------ |
| Lommel Utd           | 1-1          | Lierse        | 17 feb.      | Anversa       | 1-0          | Lommel Utd           | 26 feb.      |              |
| Cercle Bruges        | 1-0          | OH Lovanio    | 18 feb.      | Lierse        | 1-1          | Roeselare            | 26 feb.      |              |
| Roeselare            | 1-2          | Anversa       | 18 feb.      | Tubize-Braine | 1-3          | Cercle Bruges        | 26 feb.      |              |
| Union Saint-Gilloise | 2-0          | Tubize-Braine | 19 feb.      | OH Lovanio    | 2-0          | Union Saint-Gilloise | 26 feb.      |              |

## Spareggi

### Playoff
La promozione in Jupiler Pro League è assegnata tramite una gara andata e ritorno tra la prima classificata del Période 1 e la prima classificata del Période 2 (in caso la vincitrice risulti la stessa squadra nelle due fasi questa ha il diritto ad essere promossa subito in massima serie), questa fase viene talvolta chiamata Playoff 2 per distinguerla dai play-off che garantiscono l'accesso all'Europa League, disputati anche da squadre di seconda divisione.

|           | Risultati |           | Luogo e data             |
| --------- | --------- | --------- | ------------------------ |
| Anversa   | 3-1       | Roeselare | Anversa, 5 marzo 2017    |
| Roeselare | 1-2       | Anversa   | Roeselare, 11 marzo 2017 |
|           |           |           |                          |

### Relegation
Le ultime quattro posizioni della classifica complessiva di fine stagione decretano la partecipazione ai play-out per la retrocessione in Division 1-Amatori. Durante i play-out le quattro squadre si affrontano in un girone andata e ritorno al termine del quale chi ha ottenuto il punteggio inferiore viene retrocessa in terza divisione.

#### Classifica
|  | Pos. | Squadra       | Pt | G | V | P | S | GF | GS | DR |
|  | ---- | ------------- | -- | - | - | - | - | -- | -- | -- |
|  | 1.   | Tubize-Braine | 24 | 6 | 1 | 4 | 1 | 6  | 6  | 0  |
|  | 2.   | OH Lovanio    | 23 | 6 | 2 | 2 | 2 | 4  | 4  | 0  |
|  | 3.   | Cercle Bruges | 23 | 6 | 1 | 3 | 2 | 4  | 9  | -5 |
|  | 4.   | Lommel Utd    | 19 | 6 | 3 | 1 | 2 | 9  | 4  | +5 |

Legenda:
      Retrocesso in Division 1-Amatori.
Regolamento:
Tre punti a vittoria, uno a pareggio, zero a sconfitta.
Viene assegnato il 50% dei punti totali ottenuti dalle squadre (se il numero non è intero viene arrotondato per eccesso).
In caso di arrivo di due o più squadre a pari punti, la graduatoria verrà stilata secondo la classifica avulsa tra le squadre interessate che prevede, in ordine, i seguenti criteri::
- Posizione nella classifica finale.
- Numero vittorie in generale.
- Differenza reti in generale.
- Reti realizzate in generale.
- Vittorie in trasferta.
- Differenza reti in trasferta.
- Reti realizzate in trasferta.
- Partita unica da disputare con eventuali tempi supplementari e rigori.

#### Calendario
| OH Lovanio    | 1-1 | Tubize-Braine | 24 mar. | Tubize-Braine | 2-2 | Cercle Bruges | 31 mar. | OH Lovanio    | 1-0 | Cercle Bruges | 7 apr. |
| Cercle Bruges | 0-5 | Lommel Utd    | 26 mar. | Lommel Utd    | 2-1 | OH Lovanio    | 1 apr.  | Tubize-Braine | 0-0 | Lommel Utd    | 8 apr. |

| Cercle Bruges | 0-0 | OH Lovanio    | 14 apr. | Lommel Utd    | 0-1 | Cercle Bruges | 21 apr  | OH Lovanio    | 1-0 | Lommel Utd    | 28 apr. |
| Lommel Utd    | 2-1 | Tubize-Braine | 17 apr. | Tubize-Braine | 1-0 | OH Lovanio    | 22 apr. | Cercle Bruges | 1-1 | Tubize-Braine | 28 apr. |

## Statistiche

### Primo periodo

#### Capoliste solitarie
|    | —— | ——            | ——            | ——     | ——     | ——     | ——     | ——        | ——     | ——     | ——     | ——        | ——        | —— |  |
|    |    | Lommel United | Lommel United | Lierse | Lierse | Lierse | Lierse | Roeselare | Lierse | Lierse | Lierse | Roeselare | Roeselare |    |  |
|    |    |               |               |        |        |        |        |           |        |        |        |           |           |    |  |
|    |    |               |               |        |        |        |        |           |        |        |        |           |           |    |  |
| 1ª | 2ª | 3ª            | 4ª            | 5ª     | 6ª     | 7ª     | 8ª     | 9ª        | 10ª    | 11ª    | 12ª    | 13ª       | 14ª       |    |  |

#### Classifica in divenire
|                    | 1ª | 2ª | 3ª | 4ª | 5ª | 6ª | 7ª | 8ª | 9ª | 10ª | 11ª | 12ª | 13ª | 14ª |
| ------------------ | -- | -- | -- | -- | -- | -- | -- | -- | -- | --- | --- | --- | --- | --- |
| Anversa            | 7  | 4  | 5  | 5  | 6  | 7  | 7  | 4  | 3  | 4   | 3   | 3   | 3   | 3   |
| Cercle Bruges      | 7  | 6  | 4  | 4  | 3  | 4  | 4  | 8  | 7  | 7   | 5   | 7   | 8   | 8   |
| OHL                | 1  | 7  | 7  | 7  | 8  | 8  | 8  | 7  | 4  | 6   | 7   | 4   | 5   | 6   |
| Lierse             | 1  | 3  | 3  | 3  | 1  | 1  | 1  | 1  | 2  | 1   | 1   | 1   | 2   | 2   |
| Lommel United      | 1  | 1  | 1  | 1  | 2  | 3  | 5  | 6  | 8  | 8   | 8   | 8   | 7   | 7   |
| Roeselare          | 1  | 5  | 6  | 8  | 7  | 5  | 2  | 2  | 1  | 2   | 2   | 2   | 1   | 1   |
| Tubize             | 1  | 8  | 8  | 6  | 4  | 6  | 6  | 3  | 5  | 3   | 4   | 5   | 6   | 5   |
| Union St. Gilloise | 1  | 2  | 2  | 2  | 5  | 2  | 3  | 5  | 6  | 5   | 6   | 6   | 4   | 4   |

#### Classifiche di rendimento

##### Rendimento andata-ritorno
| Andata             | Andata | Ritorno            | Ritorno |
|                    |        |                    |         |
| Lierse             | 15     | Roeselare          | 19      |
| Roeselare          | 11     | Anversa            | 13      |
| Union St. Gilloise | 9      | Lierse             | 13      |
| Cercle Bruges      | 8      | Tubize             | 9       |
| Lommel United      | 8      | Union St. Gilloise | 9       |
| Tubize             | 8      | OH Lovanio         | 8       |
| Anversa            | 7      | Lommel United      | 5       |
| OH Lovanio         | 7      | Cercle Bruges      | 4       |

##### Rendimento casa-trasferta
| Casa               | Casa | Trasferta          | Trasferta |
|                    |      |                    |           |
| Roeselare          | 17   | Lierse             | 15        |
| Anversa            | 15   | Roeselare          | 13        |
| Lierse             | 13   | Lommel United      | 10        |
| Union St. Gilloise | 11   | OH Lovanio         | 9         |
| Cercle Bruges      | 11   | Tubize             | 9         |
| Tubize             | 8    | Union St. Gilloise | 7         |
| OH Lovanio         | 6    | Anversa            | 5         |
| Lommel United      | 3    | Cercle Bruges      | 1         |

### Secondo periodo

#### Capoliste solitarie
|        | ——     | ——     | —— | ——        | ——        | —— | ——      | ——      | ——      | ——      | ——     | ——  | ——      | —— |  |
| Lierse | Lierse | Lierse |    | Roeselare | Roeselare |    | Anversa | Anversa | Anversa | Anversa | Lierse |     | Anversa |    |  |
|        |        |        |    |           |           |    |         |         |         |         |        |     |         |    |  |
|        |        |        |    |           |           |    |         |         |         |         |        |     |         |    |  |
| 1ª     | 2ª     | 3ª     | 4ª | 5ª        | 6ª        | 7ª | 8ª      | 9ª      | 10ª     | 11ª     | 12ª    | 13ª | 14ª     |    |  |

#### Classifica in divenire
|                    | 1ª | 2ª | 3ª | 4ª | 5ª | 6ª | 7ª | 8ª | 9ª | 10ª | 11ª | 12ª | 13ª | 14ª |
| ------------------ | -- | -- | -- | -- | -- | -- | -- | -- | -- | --- | --- | --- | --- | --- |
| Anversa            | 5  | 5  | 2  | 5  | 4  | 3  | 3  | 1  | 1  | 1   | 1   | 2   | 2   | 1   |
| Cercle Bruges      | 5  | 2  | 5  | 4  | 5  | 6  | 4  | 5  | 5  | 5   | 4   | 5   | 4   | 3   |
| OHL                | 2  | 3  | 3  | 7  | 3  | 4  | 5  | 6  | 6  | 7   | 7   | 7   | 7   | 7   |
| Lierse             | 1  | 1  | 1  | 3  | 2  | 2  | 1  | 2  | 2  | 2   | 2   | 1   | 1   | 2   |
| Lommel United      | 2  | 6  | 7  | 1  | 7  | 7  | 8  | 8  | 8  | 8   | 8   | 8   | 8   | 8   |
| Roeselare          | 4  | 4  | 3  | 8  | 1  | 1  | 2  | 3  | 3  | 3   | 3   | 3   | 3   | 4   |
| Tubize             | 7  | 7  | 6  | 6  | 6  | 5  | 6  | 4  | 4  | 4   | 5   | 4   | 5   | 5   |
| Union St. Gilloise | 8  | 8  | 8  | 2  | 8  | 8  | 7  | 7  | 7  | 6   | 6   | 6   | 6   | 6   |

#### Classifiche di rendimento

##### Rendimento andata-ritorno
| Andata             | Andata | Ritorno            | Ritorno |
|                    |        |                    |         |
| Lierse             | 14     | Anversa            | 16      |
| Roeselare          | 14     | Lierse             | 13      |
| Anversa            | 13     | Union St. Gilloise | 12      |
| Cercle Bruges      | 10     | Cercle Bruges      | 11      |
| OH Lovanio         | 9      | Tubize             | 9       |
| Tubize             | 8      | Roeselare          | 6       |
| Union St. Gilloise | 5      | OH Lovanio         | 6       |
| Lommel United      | 2      | Lommel United      | 3       |

##### Rendimento casa-trasferta
| Casa               | Casa | Trasferta          | Trasferta |
|                    |      |                    |           |
| Anversa            | 14   | Anversa            | 15        |
| Lierse             | 13   | Lierse             | 14        |
| Roeselare          | 13   | Cercle Bruges      | 11        |
| OH Lovanio         | 10   | Tubize             | 8         |
| Cercle Bruges      | 10   | Roeselare          | 7         |
| Union St. Gilloise | 10   | Union St. Gilloise | 7         |
| Tubize             | 9    | OH Lovanio         | 5         |
| Lommel United      | 4    | Lommel United      | 1         |

### Totale stagione

#### Primati stagionali
Squadre
- Maggior numero di vittorie: Lierse (15)
- Minor numero di vittorie: Lommel United (3)
- Maggior numero di pareggi: Anversa e Lierse (10)
- Minor numero di pareggi: Tubize (4)
- Maggior numero di sconfitte: Lommel United (16)
- Minor numero di sconfitte: Lierse (3)
- Miglior attacco: Lierse(51 gol fatti)
- Peggior attacco: Lommel United (31 gol fatti)
- Miglior difesa: Lierse (25 gol subiti)
- Peggior difesa: Tubize (53 gol subiti)
- Miglior differenza reti: Lierse (+26)
- Peggior differenza reti: Lommel United (-21)
- Maggior numero di vittorie consecutive: Roeselare (5ª-9ª nel 1° periodo), Anversa (6ª-10ª nel 2° periodo) (5)
- Maggior numero di sconfitte consecutive: OH Lovanio (7ª-11ª nel 2° periodo) (5)

Partite
- Partita con maggior numero di gol: Lommel United-Tubize 3-6 (9)
- Partita con maggiore scarto di gol: Tubize-Lommel United 0-4, Lierse-Tubize 5-1, Anversa-Union St. Gilloise 4-0, Union St. Gilloise-OH Lovanio 4-0 e Lierse-Lommel United 5-1 (4)
- Partita con più espulsi: Cercle Bruges-Tubize e Tubize-Anversa (2)
- Partita con più spettatori: Anversa-Lommel United (13.520)
- Partita con meno spettatori: Tubize-Lommel United (500)

### Individuali

#### Classifica marcatori
Fonte:
| Gol | Rigori |  | Giocatore                | Squadra            |
| --- | ------ |  | ------------------------ | ------------------ |
| 21  | 4      |  | Dylan De Belder          | Lierse             |
| 11  | 6      |  | Ivan Yagan               | Cercle Bruges      |
| 10  | 1      |  | Nicolas Rajsel           | Union St. Gilloise |
| 10  | 1      |  | Christophe Bertjens      | Lommel United      |
| 9   | 3      |  | Mamadou Diallo           | Tubize             |
| 9   | 3      |  | Aurélien Joachim         | Lierse             |
| 8   | 1      |  | Alves Da Silva           | Union St. Gilloise |
| 8   |        |  | Tomislav Kiš             | Cercle Bruges      |
| 7   | 2      |  | Esteban Casagolda        | OH Lovanio         |
| 7   |        |  | William Owusu Acheampong | Anversa            |
| 7   |        |  | Jovan Kostovski          | OH Lovanio         |
| 6   |        |  | Samy Kehli               | Roeselare          |
| 6   |        |  | Ayub Timbe Masika        | Lierse             |
| 6   |        |  | Kévin Lefaix             | Tubize             |
| 6   |        |  | Ibou                     | Roeselare          |

## Finale di stagione
Alla fine della stagione l'Anversa risulta promosso in Pro League dopo aver vinto i play-off. Il Lommel United ultimo classificato nei play-out retrocede nella Division 1-Amatori e, a partire dalla stagione seguente, la società verrà rinominata Lommel Sportkring (abbreviato in Lommel SK). Il Westerlo ultimo classificato in Pro League è stato retrocesso in Proximus League per la prossima stagione e il Beerschot Wilrijk primo classificato in Division 1-Amatori è stato promosso in seconda divisione per la stagione successiva.